# Clan Scott
 (février 2022).
La mise en forme du texte ne suit pas les recommandations de Wikipédia : il faut le « wikifier ».
Les points d'amélioration suivants sont les cas les plus fréquents. Le détail des points à revoir est peut-être précisé sur la page de discussion.
- Les titres sont pré-formatés par le logiciel. Ils ne sont ni en capitales, ni en gras.
- Le texte ne doit pas être écrit en capitales (les noms de famille non plus), ni en gras, ni en italique, ni en « petit »…
- Le gras n'est utilisé que pour surligner le titre de l'article dans l'introduction, une seule fois.
- L'italique est rarement utilisé : mots en langue étrangère, titres d'œuvres, noms de bateaux, etc.
- Les citations ne sont pas en italique mais en corps de texte normal. Elles sont entourées par des guillemets français : « et ».
- Les listes à puces sont à éviter, des paragraphes rédigés étant largement préférés. Les tableaux sont à réserver à la présentation de données structurées (résultats, etc.).
- Les appels de note de bas de page (petits chiffres en exposant, introduits par l'outil «  Source ») sont à placer entre la fin de phrase et le point final[comme ça].
- Les liens internes (vers d'autres articles de Wikipédia) sont à choisir avec parcimonie. Créez des liens vers des articles approfondissant le sujet. Les termes génériques sans rapport avec le sujet sont à éviter, ainsi que les répétitions de liens vers un même terme.
- Les liens externes sont à placer uniquement dans une section « Liens externes », à la fin de l'article. Ces liens sont à choisir avec parcimonie suivant les règles définies. Si un lien sert de source à l'article, son insertion dans le texte est à faire par les notes de bas de page.
- La présentation des références doit suivre les conventions bibliographiques. Il est recommandé d'utiliser les modèles {{Ouvrage}}, {{Chapitre}}, {{Article}}, {{Lien web}} et/ou {{Bibliographie}}. Le mode d'édition visuel peut mettre en forme automatiquement les références.
- Insérer une infobox (cadre d'informations à droite) n'est pas obligatoire pour parachever la mise en page.

Pour une aide détaillée, merci de consulter Aide:Wikification.
Si vous pensez que ces points ont été résolus, vous pouvez retirer ce bandeau et améliorer la mise en forme d'un autre article.

Armes des Scott de Buccleuch.

Le clan Scott est un clan écossais reconnu par le Lord Lyon. Le clan est historiquement basé dans les Scottish Borders.

## Histoire

### Origines
Le mot latin Scotti décrit originellement les Celtes d'Irlande. Cependant, l'historien George Fraser Black dans son Surnames of Scotland note que les premières traces du nom remontent à un certain Uchtred 'Filius Scott' dans une charte datant d'environ 1120.
En 1195 Henricus le Scotte fut témoin d'une charte de David de Strathearn. Au début du 13e siècle un certain maître Isaac Scotus fut témoin d'une charte de l'archevêque de St Andrews.
Michael Scott "Le Magicien" (1175- v.1232), un philosophe, que Walter Scott le décrivit dans Le Lai du Dernier Ménestrel comme un "addict à l'étude de la justice astrologique, l'alchimie, la physiognomonie et la chiromancie. Il passait pour un habile magicien auprès de ses contemporains."
Quatre générations après Uchtred, Sir Richard Scott épousa l'héritière de Murthockstone et acquis leurs terres. Sir Richard fut nommé garde forestier d'Ettrick Forest et il acquit les terres de Rankilburn. Le nouveau  laird fit construire son siège sur les terres de Buccleuch.

### Guerres d'indépendance écossaises
Le fils de sir Richard, sir Michael Scott, deuxième laird de Buccleuch était un fervent supporter de Robert de Bruce durant les Guerres d'Indépendance écossaises. Michael se distingua à la bataille de Halidon Hill en 1333, il fut l'un des rares survivants au carnage. Cependant, il fut tué à la bataille de Durham en 1346. Michael eut deux fils : Robert Scott, troisième laird de Buccleuch et John Scott qui fonda la branche cadette du clan, les Scott de Synton dont les Lords de Polwarth descendent. Robert Scott mourut en 1389, probablement dû aux blessures reçues à la bataille d'Otterburn.

### 15eet16esiècle
Robert Scott, cinquième laird de Buccleuch succéda à son père, Walter, en 1402. En 1420, il acquit la moitié des terres de Branxholme afin de consolider les possessions familiales. Il supportait activement la couronne afin d'enlever le pouvoir au clan Douglas. Après la victoire du roi, le clan Scott fut récompensé par des parcelles des terres des Douglas. En 1463 Branxholme devint une baronnerie libre en échange du payement annuel d'une rose rouge à la couronne le jour de la saint Jean-Baptiste.
À la fin du XVe siècle, les Scott sont devenus l'un des clans les plus puissants des Borders Écossais et leur chef pouvait compter sur mille lanciers pour le soutenir. Comme la plupart des clans des Borders les Scott se querellèrent souvent avec leurs voisins, en particulier avec le clan Kerr. Le conflit commença le 25 juillet 1526 quand Sir Walter Scott de Buccleuch lança une attaque (la bataille de Melrose) afin de secourir le jeune Jacques V d'Écosse qui était retenu par le comte Douglas d'Angus de Darnick, le laird de Kerr de Cessford fut tué pendant la bataille et Sir Walter Scott fut blessé. Ce même Laird Scott participa plus tard à la bataille de Pinkie Cleugh contre les anglais et 4 ans plus tard encore, il fut nommé gardien de Liddesdale et des marches écossaises. Les Kerr, cependant, patientèrent et embusquèrent sir Walter Scott dans Edimbourg et l'assassinèrent. Le conflit fut résolu quand sir Thomas Kerr de Ferniehirst épousa Janet Scott, la sœur du 10e Laird de Buccleuch.
En 1565, une querelle mortelle éclata entre le Clan Scott et leurs voisins le Clan Eliott. Les Scott de Buccleuch exécutèrent quatre membres Eliott pour vol de bétail qui n'était qu'un délit mineur. En représailles, trois cents membres du clan Eliott voulurent venger leurs parents. Durant la bataille, les pertes des deux côtés furent lourdes, mais les deux clans finirent par faire la paix.
Le dixième Laird de Buccleuch était un fervent supporter de Marie Stuart. Son fils, Walter Scott, devint un important chef militaire connu sous le nom de "Bold Buccleuch" (traduction "Buccleuch le téméraire"). En 1596, il secourut son vassal, William Armstrong, connu sous le nom de "Kinmont Willy", de la forteresse de Carlisle qui était prétendue imprenable.

### 17esiècleet guerre civile
L'accession au trône d'Angleterre de Jacques VI fut suivie d'une politique royale visant à pacifier la frontière anglo-écossaise. Walter Scott, 1er Lord Scott de Buccleuch parti guerroyer pour le prince d'Orange au Pays-Bas. Son fils, Walter Scott, 2e Lord Scott de Buccleuch, fut commandant d'un régiment hollandais contre l'armée espagnole. En 1619, il devint comte de Buccleuch.
Durant les guerres civiles écossaise, Francis Scott, 2e comte de Buccleuch fut en faveur des covenantaires et opposé à la politique religieuse de Charles 1er d'Angleterre. Francis Scott dirigea sa cavalerie contre les royalistes menés par James Graham, 1er marquis de Montrose, durant la bataille de Philiphaugh.
Francis Scott mourut en 1651 et sa fille Mary, 3e comtesse de Buccleuch, lui succéda à l'âge de 4 ans. L'Assemblée Générale de l'Église d'Écosse autorisa Mary à se marier à l'âge de 7 ans, mais elle mourut dans sa quatorzième année. Sa sœur Anne lui succéda, et fut considérée comme l'une des plus importantes héritière du royaume. Charles II d'Angleterre arrangea son mariage avec un de ses fils illégitimes, James de Monmouth qui devint par mariage un Scott. Le jour de leur mariage, le couple fut créé Duc et Duchesse de Buccleuch. Monmouth finit par se rebeller contre la couronne et pour cela fut exécuté en 1685 et ses titres furent révolus. Cependant Anne Scott pu garder son titre de duchesse de Buccleuch. Son petit-fils, Francis Scott, 2e duc de Buccleuch, lui succéda.

### 18esiècleet soulévements Jacobites

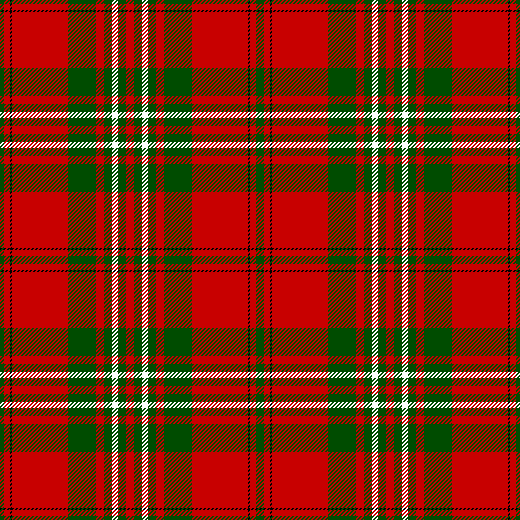
Tartan Scott, comme publié en 1842 dans le Vestiarium Scoticum

Plusieurs membres du clan Scott combattirent pour le gouvernement durant le soulèvement Jacobite de 1745. Le capitaine John Scott commanda deux compagnies des Royal Scots, elles furent défaites et faites prisonnières au Highbridge Skirmish en août 1745. Dans l'action, Scott perdit un de ses sergent et six de ses hommes. John Scott fut lui-même blessé, mais le jacobite MacDonald de Keppoch fit soigner ses blessures au château d'Archnacarry (possession du clan Cameron de Lochiel).
Le capitaine Caroline Frederick Scott, du régiment de Guise réussi à défendre Fort William en mars 1746 Il y gagna la réputation d'être brutal et devint l'un des plus célèbres "Redcoats" (manteau rouge") de la rébellion. La légende dit qu'il fit noyer 3 Highlanders qui s'étaient rendu dans le canal d'un moulin de Lochoy.

## Sir Walter Scott
Durant le 19e siècle, Sir Walter Scott (de la branche des Scott de Harden) changea radicalement l'image de l'Écosse grâce notamment à ses poèmes.

## La collection du duc de Buccleuch
Aujourd'hui, le duc de Buccleuch est un des plus grands propriétaires terriens du Royaume-Uni. Il est aussi célèbre pour sa collection d'art connue sous le nom de Duke of Buccleuch collection visible dans les manoirs de Drumlanrig, Bowhill et Boughton.

## Chef
Le chef actuel du clan est Richard Scott.
Il porte les titres suivants : Duc de Buccleuch, Duc de Queensberry, Marquis de Dumfriesshire, Comte de Buccleuch, Comte de Drumlanrig et Sanquhar, Vicomte de Nith, Torthorwald et Ross, Lord Scott de Buccleuch, Lord Scott de Whitchester et Eskdaill, Baron Scott de Tindale et Lord Douglas de Kilmount, Middlebie et Dornock.

## Châteaux et propriétés importantes du clan Scott
- Abbotsford House, près de Melrose. Autrefois résidence de Walter Scott.
- Aikwood Tower, construite en 1535 et restaurée en 1990 par Lord Steel.
- Boughton House dans le Northamptonshire.
- Bowhill House, achetée en 1747 par Francis Scott (2e duc de Buccleuch) pour son fils Lord Charles Scott. Résidence du chef actuel.
- Branxholme Castle à Dalkeith, ancien siège du duché de Buccleuch.
- Dalkeith Palace, ancien siège du duché de Buccleuch.
- Drumlanrig Castle dans la région de Dumfries et Galloway.
- Dryhope Tower, appartient aux Scott de Dryhope et aux terres de Philiphaugh.
- Goldielands Tower, située près de Hawick. Acquise en 1446 par le clan Scott de Buccleuch mais construite par Walter Scot de Goldielands.
- Harden House, résidence actuelle de Lord et Lady Scott de Harden. Les terres appartenaient au clan Home jusqu'en 1501.
- Kirkhope Tower, acquise par Anne Scott au 18e siècle.
- Newark Castle, une tour en ruine datant de 1423.
- Murdostoun Castle, construit par la famille Scott au 15e siècle.
- Scotstarvit Tower, achetée en 1611 et reconstruite en 1620 par Sir John Scott de Scotstarvet.
- Smailholm Tower, ancienne place forte du clan Pringle, acquise par les Scott de Harden.